# Laminaribioza
Laminaribioza je disaharid koji se koristi na poljoprivrednim površinama kao antiseptik. Ona se dobija hidrolizom ili acetolizom prirodnih polisaharida biljnog porekla. Ona je takođe proizvod karamelizacije glukoze.